# Valtra
Valtra Oy Ab er et finsk mærke og fabrikant af traktorer og jordbrugsmaskiner, som er en del af AGCO-koncernen. Valtra traktorer fremstilles i Äänekoski i Finland og i Mogi das Cruzes i Brasilien. Valtra’s produkter til det brasilianske marked omfatter også mejetærskere, sukkerrørshøstere, marksprøjter og såmaskiner.
Valtra Oy's omsætning var i 2014 på omkring 85 mio. Euro og der var 918 ansatte.
Valtra har i dag en bred vifte af traktorer til landbrug, skovbrug og entreprenør. Traktorerne leveres i serierne F-, A-, N-, G-, T- og S-serierne. I Danmark blev der i 2020 solgt 123 nye Valtra. Det svarer til en markedsandel på otte procent i Danmark.
Valtra er som et af de eneste traktormærker i verden ikke farvespecifik. Det betyder, at kunder selv kan vælge farven på deres Valtra, når de investerer i traktoren.

## Historie
I 2001 solgte Valmet deres traktordivision til Partek, som ændrede navnet til ValtaValmet og I 2002 blev Partek solgt til KONE.
I 2004 solgte KONE Valtra og SisuDiesel til amerikanske AGCO for 600 mio. Euro.